# 페트라 스타디움
페트라 스타디움(아랍어: ملعب البتراء, 영어: Petra Stadium)은 요르단 암만에 있는 다목적 경기장이다. 암만 국제경기장 남쪽에 위치하고 있으며, 현재는 주로 축구 경기에 사용된다. 경기장의 수용 인원은 6,000명이다.